# Господарят на греха
„Господарят на греха“ (на английски: The Order) е филм на ужасите от 2003 година, написан и режисиран от Браян Хеджеланд. Във филма участват Хийт Леджър, Бено Фюрман, Марк Ади и Шанън Сосамон, които Хеджеланд режисира във филма „Като рицарите“ от 2001 година.